# Bistum Hvar
Das Bistum Hvar (kroatisch Hvarska biskupija, lateinisch Dioecesis Pharensis (-Brazensis et Lissensis)) ist ein römisch-katholisches Bistum und Suffraganbistum in Kroatien, das dem Erzbistum Split-Makarska unterstellt ist.

## Geschichte

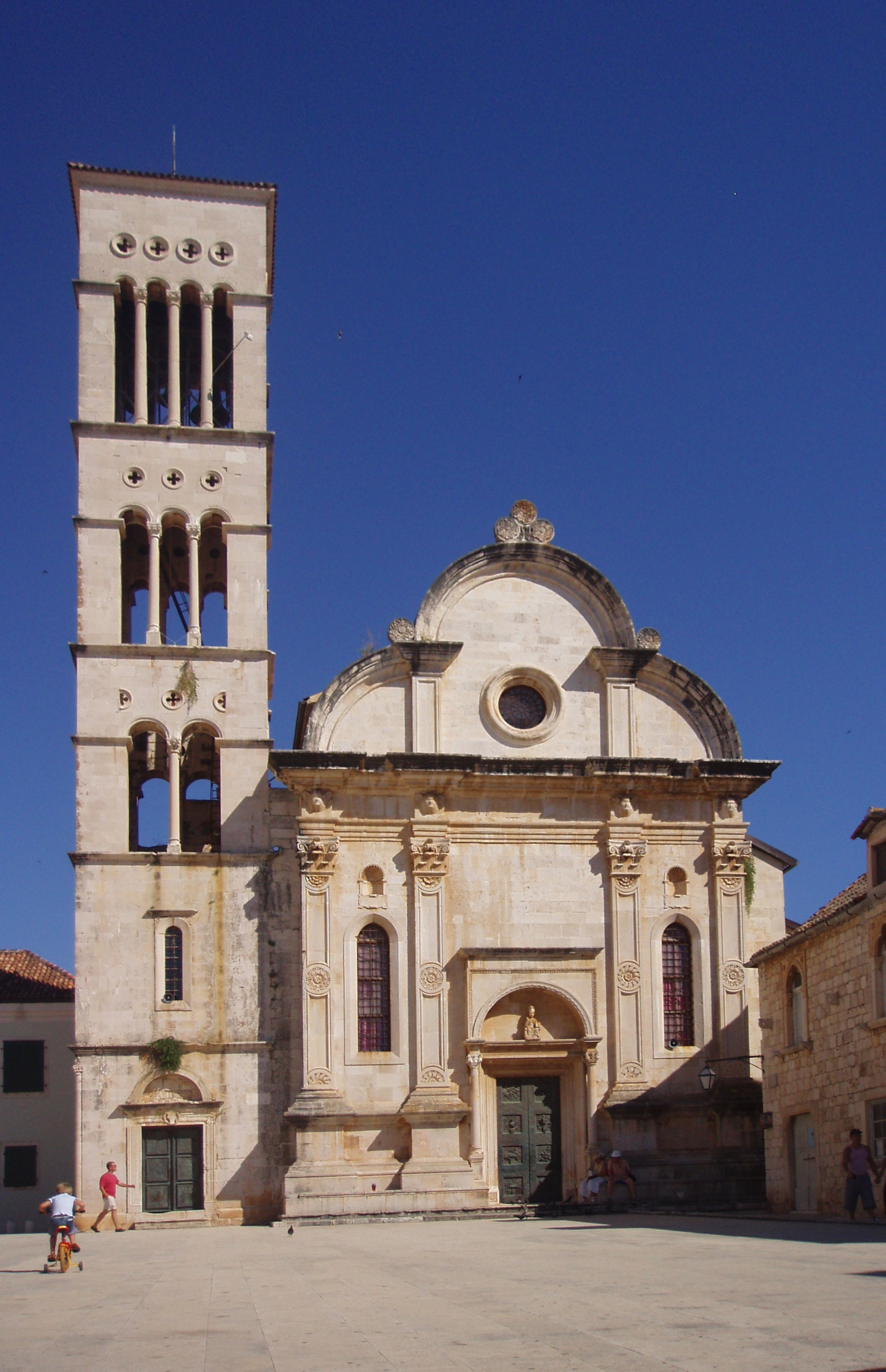
Kathedrale zu Hvar

Bis zum 7. Jahrhundert waren die Inseln Hvar, Brač und Vis dem Erzbistum Split unterstellt. Erst im Jahre 1147 wurde das Bistum Hvar errichtet. Erster Bischof war Martin I. Manzavini aus Zadar. Sitz des Bischofs war bis 1278 Stari Grad, Kathedrale war die heutige St.-Stephan-Kirche. Dann wurde das Bistum in die auf Betreiben der Republik Venedig nunmehr zum Hauptort der Insel ausgebaute Stadt Hvar verlegt, wo es sich auch heute noch befindet.
Die Diözese war anfangs dem Erzbistum Zadar unterstellt, das sich bereits unter venezianischer Kontrolle befand. Im Jahre 1180 fiel die Insel Hvar an König Béla III. von Ungarn und Kroatien, der die Diözese 1185 zum Erzbistum Split transferierte.
Seit dem 14. Januar 1889 umfasst das Territorium des Bistums 46 Gemeinden auf den Inseln Hvar, Brač, Vis, Šćedro und einigen kleineren benachbarten Inseln.
Die heutige Kathedrale St. Stjepan in Hvar stammt aus dem 16. Jahrhundert. Die dort zu sehenden Altarbilder stammen von italienischen Meistern des 16. Jahrhunderts.